# Pascha (casa di tolleranza)

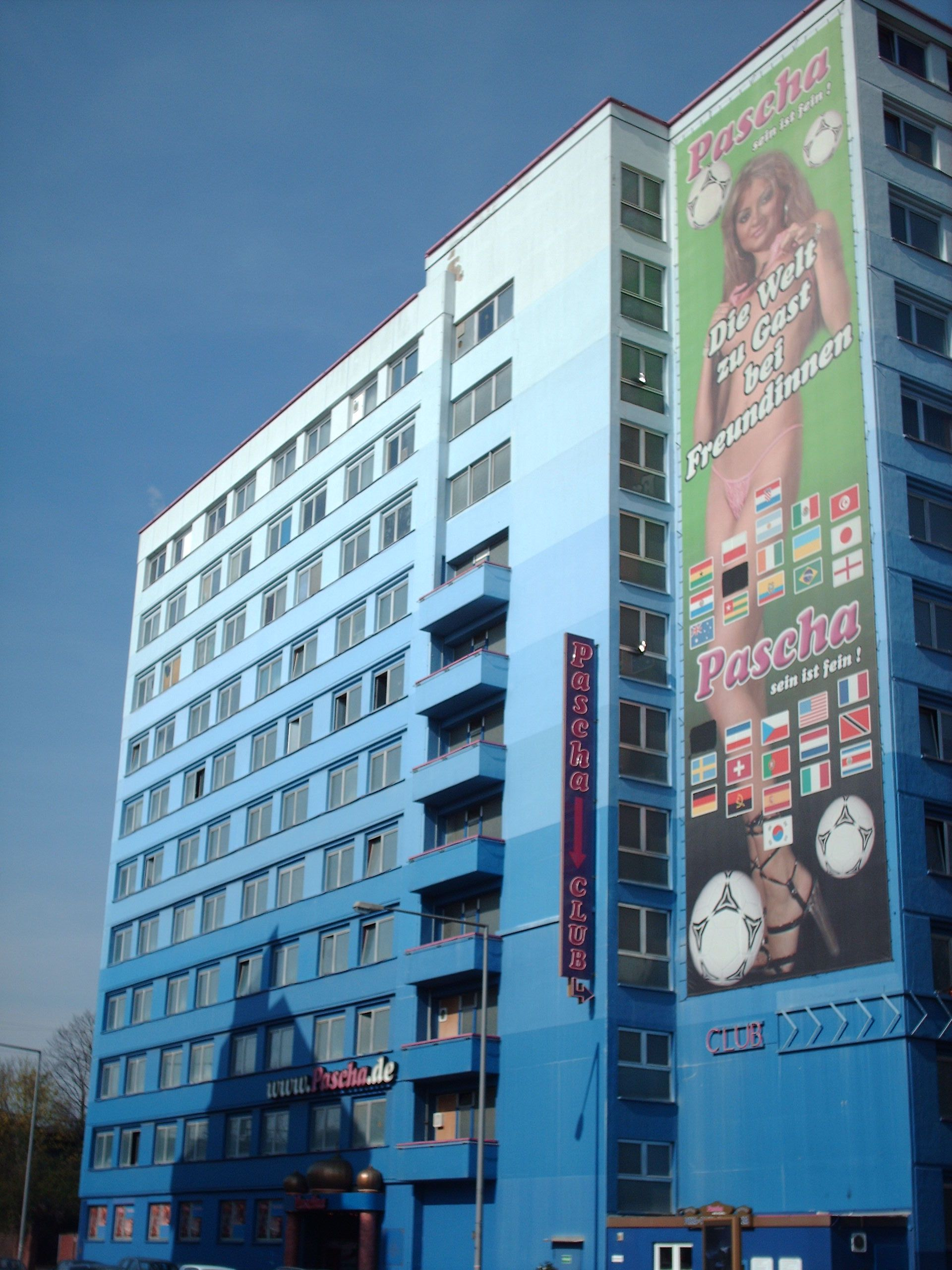
La facciata esterna del Pascha fotografato durante il Campionato mondiale di calcio 2006, con un poster celebrativo dell'evento dal quale erano state eliminate le bandiere di Arabia saudita e Iran a causa di proteste.

Il Pascha è una casa del sesso che si trova a Colonia, in Germania. Con i suoi 10.000 metri quadrati di superficie, che si sviluppano su 8 piani  la più grande casa di appuntamenti nel mondo. Vi operano giornalmente circa 2.500 prostitute, gay, lesbiche, trans e ci lavorano 2 impiegati ed è visitato da 10.000 clienti.

## Storia
Inizialmente, questa casa di appuntamenti fu aperta nel gennaio 1972 in Hornstraße, con il nome di "Eros Center" e fu la prima casa di appuntamenti in un palazzo su più piani. Successivamente, il Comune di Colonia volle eliminare il distretto a luci rosse "Kleine Brinkgasse" nel centro della città. Per questa ragione concesse una licenza per costruire una nuova casa d'appuntamenti su un terreno di proprietà del comune nella periferia della città. Le prostitute agirono in giudizio contro il Comune per impedire lo spostamento del "Brinkgasse Kleine", ma persero la causa. Nel 1995 la casa di appuntamenti cambiò proprietà e fu adottato il nuovo nome di "Pascha". Successivamente i proprietari aprirono case di appuntamenti con lo stesso nome a Salisburgo, Monaco di Baviera e Linz.

## Organizzazione
La casa offre in affitto 126 camere distribuite su 7 piani a prostitute, per un canone di 180 euro al giorno, comprensivo di pasti, assistenza medica e del pagamento di un'imposta di 20 euro che è dovuta da ogni prostituta per ogni giorno di lavoro. Le donne che vi operano provengono da diversi Paesi: circa il 30% sono tedesche. Normalmente siedono fuori dalla loro stanza e contrattano con i clienti che si muovono per i corridoi. Alcune delle donne abitano nelle stanze dove lavorano, altre affittano una seconda stanza all'interno della casa dove abitare, antre ancora abitano fuori della casa, in appartamenti a Colonia.
La casa è aperta 24 ore al giorno. I clienti pagano un biglietto di ingresso di 5 euro per accedervi e una volta all'interno contrattano direttamente con le prostitute. Queste esercitano come lavoratrici autonome e tengono per sé tutti i guadagni.
Un piano è riservato ai servizi più a buon mercato, un altro per le prostitute transessuali. La casa contiene anche un albergo, un locale di "lap dance", diversi bar ed una separata casa di appuntamenti in stile club all'ultimo piano.

## Eventi da segnalare
Nel giugno 2023 una prostituta tailandese è stata pugnalata a morte da un cliente nel Pascha. Durante l'aggressione è riuscita a premere il pulsante di allarme nella sua stanza e il personale di sicurezza ha catturato l'aggressore. Nel gennaio 2006 un'altra prostituta è stata aggredita con un coltello da un cliente. Una donna che lavorava nella stanza a fianco ha allertato il servizio di sicurezza che ha catturato l'aggressore, la vittima è sopravvissuta.
Nel 2024 la polizia ha effettuato una perquisizione nella casa di appuntamenti, sequestrando una pistola e della cocaina ed arrestando 23 prostitute, sospettate di violare le norme sull'immigrazione. Successivamente, emerse che alcune delle prostitute arrestate erano minorenni. Tuttavia, la casa di appuntamenti non fu fatta oggetto di sanzioni, in quanto le ragazze, originarie dell'Africa, avevano utilizzato documenti falsi, che mostravano una età maggiore e sembravano effettivamente adulte.
Prima del Campionato mondiale di calcio 2006 tenutosi in Germania, vi furono proteste da parte della comunità musulmana che accusò la casa di appuntamenti di insultare l'Islam, dato che era stato esposto un manifesto pubblicitario alto 24 metri e largo 8 sul lato del palazzo, che raffigurava una donna semi-nuda circondata dalle bandiere di tutte le nazioni qualificatesi per i Mondiali, comprese quelle di alcuni Paesi musulmani. A seguito delle proteste, i dirigenti della casa di appuntamenti oscurarono le bandiere di Arabia Saudita e Iran (che contengono il tawḥīd, ossia la dichiarazione di fede nell'Unità e Unicità di Allah e nella missione profetica di Maometto) e quella della Tunisia.
Nel dicembre 2022, il rapper statunitense 50 Cent ha tenuto un concerto dentro al Pascha.
Lo scoppio della pandemia da COVID-19 ha costretto la struttura a chiudere per bancarotta nel settembre 2020.
Successivamente ha riaperto e ancora oggi accoglie numerosi clienti.

## Documentari
Like a Pascha (2010) (in lingua Svedese: Som en Pascha) è un documentario diretto da Svante Tidholm realizzato dentro al Pascha con riprese durate tre anni. Il film contiene interviste rivolte a dirigenti, impiegati,  prostitute e clienti. Il taglio del documentario è aspramente critico.